# Європейське бюро бібліотечних, інформаційних і документаційних асоціацій
Європейське бюро бібліотечних, інформаційних і документаційних асоціацій (EBLIDA) є незалежною асоціацією європейських бібліотечних, інформаційних і документаційних асоціацій та установ. Асоціацію EBLIDA було створено у 1992 році через потребу європейських бібліотек об’єднати зусилля для розв'язання спільних питань, особливо тих, що пов'язані з недостатньою інтеграцією бібліотек у європейську політику та стратегію. EBLIDA зосереджується насамперед на європейському бібліотечному законодавстві, впливі бібліотек на суспільство та Цілях сталого розвитку (ЦСР) в Європі.  Асоціація складається з Ради учасників, Виконавчого комітету, Секретаріату та факультативних органів, таких як Постійні комітети та Експертні групи. Її також представляють обраний Президент та призначений Директор. Станом на березень 2023 року EBLIDA нараховує 122 учасники з усіх країн Європейського Союзу з близько 70 000 бібліотек та 100 мільйонів користувачів по всій Європі .

## Історія

### Створення
Асоціацію EBLIDA було створено в 1992 році через те, що в європейських культурних ініціативах недостатньо уваги приділялося бібліотекам . Однак, потреба в європейській асоціації бібліотек вперше прозвучала під час конференції Міжнародної федерації бібліотечних асоціацій та установ в Брайтоні, Великобританія, в 1987 році . Три роки по тому, у 1990 році, Бібліотечна асоціація (LA) (яка пізніше стала Чартерним інститутом бібліотечних та інформаційних фахівців (CILIP) організувала в Лондоні зустріч, на якій було створено робочу групу, що мала підготувати нову європейську організацію бібліотечних, інформаційних та документаційних асоціацій. Через рік, у травні 1991 року, робоча група погодила мандат і базову структуру нової організації . Нова організація мала представляти і захищати інтереси бібліотек у проєктах Європейської Комісії, особливо у сфері законодавства, сприяти співпраці між членами і підтримувати зв'язок з Комісією та іншими політичними організаціями . Асоціації-засновниці провели установчі збори EBLIDA в Гаазі, Нідерланди, 12 червня 1992 року.

### 1992-2000
Початково асоціацію EBLIDA було засновано для розв'язання питань авторського права, права на прокат та доступу до інформації. Першим важливим кроком асоціації у цьому напрямку стало прийняття Директиви Ради 92/100/ЄЕС від 19 листопада 1992 року Щодо права на прокат та права на отримання рентної плати та деяких прав, пов'язаних з авторським правом в галузі інтелектуальної власності. 
До 1996 року EBLIDA працювала з Всесвітньою організацією інтелектуальної власності (ВОІВ) над удосконаленням договорів про авторське право в умовах цифрової епохи. У 2000 році група експертів EBLIDA з авторського права спільно з Радою Європи (РЄ) видала «Керівництво з бібліотечного законодавства та політики в Європі», яке у 2016 році було названо «найкращим європейським документом на цю тему за останній час» .
До середини 1990-х років асоціація також взяла на себе комунікаційну роль, просуваючи європейські програми серед своїх учасників і забезпечуючи їх інформацією через щоквартальний журнал і інформаційну розсилку.
Як асоціація бібліотек, EBLIDA також є захисником свободи слова та інформації. Це стало особливо очевидним, коли вона публічно підтримала французькі бібліотеки, які зіткнулися з цензурою з боку Національного фронту в 1995-1996 роках .
Крім того, 1990-ті роки вважаються «Золотим віком європейських програм» , і бібліотеки не були винятком: програми «Бібліотеки» та «Телематика для бібліотек» ознаменували період співпраці та розвитку бібліотечних послуг у Європі, і EBLIDA долучилася до них завдяки успішним проєктним пропозиціям, профінансованим цими програмами - наприклад, Європейська платформа користувачів авторського права (ECUP). «Телематика для бібліотек» завершилася в 1998 році, що стало ознакою кінця програм фінансування, орієнтованих на бібліотеки: відтоді бібліотечні проєкти перестали бути єдиними і прямими одержувачами європейських грантів . Тепер бібліотечні проєкти розподілені між різними програмами ЄС .
Оскільки золотий вік європейських програм закінчився, а нові виклики, пов'язані з технологічним прогресом, наближаються, нове тисячоліття стало поворотним моментом для EBLIDA: їй довелося ще більше зосередитися на доступності інформації, зокрема, в цифровому світі.

### 2001-2018
На початку нового тисячоліття занепокоєння EBLIDA щодо доступності інформації в цифровому світі стало досить відчутним. 2001 рік став ще однією визначною датою, оскільки після багаторічного лобіювання EBLIDA змогла позитивно вплинути на прийняття Директиви INFOSOC (2001/29/EC) від 22 травня 2001 року про гармонізацію окремих аспектів авторського права і суміжних прав в інформаційному суспільстві .
Крім того, хоча європейське фінансування більше не спрямовувалося безпосередньо на бібліотеки, EBLIDA все ще залишалася активним учасником загальноєвропейських проектів, спрямованих на поширення передового досвіду в цифровому світі. Наприклад, з 2001 по 2003 рік EBLIDA була членом PULMAN (Public Libraries Mobilising Advanced Networks - Публічні бібліотеки, що активізують використання передових мереж), який мав на меті стимулювати обмін стратегіями та передовим досвідом культурних організацій, включно з бібліотеками, в цифрову епоху . Пізніше, у 2014 році, асоціація стала партнером у створенні ELINET (European Literacy Policy Network), мережі, яка мала на меті покращити політику грамотності, включаючи цифрову грамотність, в Європі з 2014 по 2016 рр. . Робота EBLIDA в цьому напрямку ще більше посилилася у 2008 році, коли вона у партнерстві з Лігою Лігою європейських дослідницьких бібліотек (LIBER) створила Спілку експертів з оцифрування та онлайнового доступу до інформації.. 
У цей період асоціація також зробила значний крок у своїй роботі на шляху до рівності, як активний учасник конференції, що призвела до ухвалення Марракеського договору, прийнятого у 2013 році про полегшення доступу до опублікованих творів для людей з вадами зору . Крім того, EBLIDA продовжує інвестувати у свою роботу з комунікації та передачі інформації, про що свідчать такі ініціативи, Міжнародний день читання електронних книг, яий вперше було організовано у 2014 році, або «Бібліотечна адвокація для 4 ЄС!» у 2015 році .

### 2019 - дотепер
У 2019 році відбулася зміна напрямку роботи EBLIDA. Попри те, що вона залишається відданою своїй ролі адвоката бібліотек, її напрямки діяльності адаптувалися до нових реалій: EBLIDA перейшла від розгляду авторського права з юридичної перспективи до економічної  і розширила свою діяльність, інвестуючи в реалізацію. Порядку денного ООН у сфері сталого розвитку до 2030 року, електронного кредитування, демократії та справедливості . Також зростають інвестиції в розробку та співпрацю над проєктами, що подаються на фінансування до Європейського Союзу. Одним з успішних прикладів є проєкт «Ресурсне забезпечення бібліотек в Європейському Союзі» (RL:EU), який реалізується під координацією програми «Публічні бібліотеки 2030» (PL2030) та у партнерстві з PiNA .
Інвестиції EBLIDA у впровадження Цілей сталого розвитку в бібліотеках дозволили створити три звіти про ЦСР і бібліотеки, два інструменти - SDG-KIC (Центр знань та інформації)  і матрицю EBLIDA, наступником яких має стати новий інструмент - E-PANEMA,, а також навчальні ресурси, такі як Посібник для заявників на отримання фінансування для бібліотек: Європейські структурні та інвестиційні фонди (ESIF) 2021-2027.. Так само прикладом роботи EBLIDA в галузі е-кредитування є Посібник з порівняльної політики е-кредитування в Європі , який глибоко аналізує реалії е-кредитування в Європі, ставлячи під сумнів сучасні стереотипи та міфи з цього питання.    
Щодо бібліотечного законодавства та інформаційного права, EBLIDA досягла важливої точки, затвердивши Рекомендацію CM/REC(2023)3 Комітету міністрів Ради Європи державам-членам щодо бібліотечного законодавства та політики в Європі у квітні 2023 р.. Рекомендації є оновленням і вдосконаленням Керівних принципів Ради Європи/EBLIDA щодо бібліотечного законодавства і політики в Європі, які були затверджені у 2000 р.: вони враховують культурні, соціальні та технологічні зміни, які вплинули на розвиток бібліотек за останні двадцять років. Рекомендації містять нові розділи, такі як демократична участь, Порядок денний сталого розвитку до 2030 року, цифрова трансформація та штучний інтелект.

## Структура
До асоціації EBLIDA входять Рада, Виконавчий комітет, Секретаріат та інші факультативні органи, такі як Постійні комітети, Експертні групи та інші спеціалізовані комітети .
Керівним органом EBLIDA є Рада, яка складається з представників дійсних та асоційованих членів. Рада визначає політику та загальну структуру організації, а також відповідає за обрання Виконавчого комітету та Президента. Виконавчий комітет є другим найвищим органом EBLIDA і складається з мінімум 4 і максимум 10 обраних дійсних членів, а також Президента. Він представляє EBLIDA і здійснює управлінські та адміністративні функції.
Секретаріат виконує рішення Ради та Виконавчого комітету і займається поточною діяльністю. Головою Секретаріату та виконавчим директором EBLIDA є Директор, який призначається Виконавчим комітетом.

## Публікації
EBLIDA є автором серії публікацій на теми електронного позичання, бібліотечного законодавства та політики, а також бібліотек і Цілей сталого розвитку. Вони містять глибокий аналіз тем і рекомендації для європейських бібліотек на майбутнє і включають Довідник з порівняльної політики електронного позичання в Європі (квітень 2023 р.), Другий європейський звіт про Цілі сталого розвитку та бібліотеки: оновлення 2023 р. (березень 2023 р.), а також Посібник для заявників бібліотечних програм: Європейські структурні та інвестиційні фонди (ESIF) 2021-2027 (2021) та ін.
EBLIDA також надає доступ до низки аналітичних документів і публікацій з питань, які впливають на бібліотеки в Європі з моменту заснування організації .

#### European Bureau of Library, Information and Documentation Associations
https://w.wiki/CedJ - EBLIDA